# Александрия (Краснопольский район)
Александрия (укр. Олександрія) — село,
Миропольский сельский совет,
Краснопольский район,
Сумская область,
Украина.
Код КОАТУУ — 5922383302. Население по переписи 2001 года составляло 9 человек, по данным 2022 года составляло 1 человек.

## Географическое положение
Село Александрия находится на границе с Россией, в 3-х км от правого берега реки Псел.
На расстоянии в 1 км расположено село Мирополье.
По селу протекает пересыхающий ручей с запрудами.
Также село находится в 4-х км от села Гуево.